# Rock chrétien (South Park)
Rock chrétien (Christian Rock Hard en version originale) est le neuvième épisode de la septième saison de la série animée South Park, ainsi que le 105e épisode de l'émission.

## Synopsis
Le groupe de rock Moop, composé de Stan, Kyle, Kenny et Cartman, se sépare. Dans son désir de faire jalouser Kyle et de gagner la fameuse somme de 10 000 000 dollars, Cartman parie la somme de 10 dollars qu'il sera disque de platine avant lui. Alors que Stan, Kyle et Kenny cherchent à leurs risques et périls l'inspiration sur Internet, Cartman sait comment obtenir le premier un album de platine : le rock chrétien. Son idée: prendre des chansons de rock et modifier certaines paroles. Il engagera dans son groupe Butters et Token. La suite lui prouvera qu'il n'est pas bon parfois de suivre les voies du seigneur, aussi impénétrables soient-elles. En effet, ayant réussi son projet, il gagne ce qu'il croit être son disque de platine et le prix de 10 000 000 de dollars ; gagnant (ce qu'il croit toujours) du même coup son pari. Kyle s'apprête à lui payer ses 10 dollars, mais se ravise en entendant que Cartman a gagné non pas un album de Platine mais un album de Myrrhe. Cartman pète alors un plomb pour 10 dollars (alors qu'il en a gagné 10 millions) et renie devant tout son public le Christ.